# Allopauropus excavatus
Allopauropus excavatus är en mångfotingart som beskrevs av Ulf Scheller 1970. Allopauropus excavatus ingår i släktet småfåfotingar, och familjen fåfotingar. Inga underarter finns listade i Catalogue of Life.